# بد بوی رکوردز
بد بوی رکوردز (انگلیسی: Bad Boy Records) شرکت نشر موسیقی آمریکایی است، که در سال ۱۹۹۳ تأسیس شد.